# Liste der Baudenkmale in der Region Southland
Die Liste der Baudenkmale in der Region Southland umfasst alle vom New Zealand Historic Places Trust (NZHPT) als „Historic Place“ oder „Historic Area“ eingestuften Baudenkmale und Flächendenkmale der neuseeländischen Region Southland. Die Angaben stammen aus dem Register des NZHPT. Die Bezeichnungen der Baudenkmale orientieren sich an diesem Register. In die Liste werden auch bekannte Wahi Tapu (Area), kulturell und religiös bedeutsame Stätten und Gebiete der Māori, aufgenommen. Sie werden jedoch meist nicht publiziert.

Am 11. Mai 2013 waren in der Region 127 Bauwerke und Flächendenkmale (ohne Waihi Tapu) ausgewiesen, darunter 35 der Kategorie 1, 88 der Kategorie 2 und vier Historic Areas (HA). Die Liste ist mit Stand 11. Mai 2013 vollständig.
Folgende Ortschaften mit mehr als fünf Baudenkmalen besitzen eigene Denkmallisten, alle anderen sind in der nachfolgenden Tabelle zusammengefasst.
- Invercargill
- Riverton/Aparima
- Waikaia
- Winton.

| Bild           | Bezeichnung                                                      | Ort                                      | Anschrift                                                   | Beschreibung | Bauzeit    | Eintrag            | Nummer                        | Kat. |
| -------------- | ---------------------------------------------------------------- | ---------------------------------------- | ----------------------------------------------------------- | --- | ---------- | ------------------ | ----------------------------- | ---- |
| BW             | Fairlight Station Homestead                                      | Fairlight                                | 47 Fairlight Road Karte                                     | Wohnhaus einer Farm                                                                                              | 1896       | 16. November 1989  | 0380                          | 2    |
| BW             | Waimahaka Homestead                                              | Waimahaka                                | 28 Holms Road Karte                                         | Wohnhaus einer Farm                                                                                              | 1929       | 27. Juli 1988      | 0381                          | 2    |
| BW             | Ringway Homestead                                                | Otautau                                  | 165 North Road, Ringway Ridges Karte                        | Wohnhaus einer Farm                                                                                              | 1874       | 27. Juli 1988      | 0383                          | 2    |
| BW             | Ringway Stables                                                  | Otautau                                  | 165 North Road, Ringway Ridges Karte                        | Stallung einer Farm                                                                                              | 1890er     | 2. April 1985      | 0384                          | 2    |
| weitere Bilder | Dog Island Lighthouse                                            | Dog Island                               | Foveaux Strait Karte                                        | Leuchtturm | 1865       | 22. November 1984  | 0395                          | 1    |
| weitere Bilder | Acker's Cottage                                                  | Stewart Island                           | Leask Bay Road, Harrold Bay Karte                           | Wohnhütte | 1836       | 26. November 1987  | 0396                          | 1    |
| BW             | Five Rivers Station Complex                                      | Five Rivers                              | 431 Selbie Road Karte                                       | mehrere Farmgebäude                                                                                              | 1860 (ab)  | 24. November 1983  | 2547                          | 1    |
| weitere Bilder | Club Hotel, Bluff                                                | Bluff                                    | 100-116 Gore Street, Bluff Karte                            | Hotel | 1914       | 26. Februar 2015   | 2441                          | 2    |
| BW             | Stewart General Store (Former)                                   | Centre Bush                              | 1855 Dipton-Winton Highway (SH 6) und Beaufort Street Karte | ehemaliger Laden                                                                                                 | 1920       | 24. November 1983  | 2548                          | 2    |
| BW             | Railway Goods Shed                                               | Centre Bush                              | 1745 Dipton Winton Highway Karte                            | Lagerschuppen der Eisenbahn                                                                                      | 1875 (ca.) | 24. November 1983  | 2552                          | 2    |
| BW             | Willowbank Railway Windmill and Water Tank                       | Willowbank                               | Waikaka Road Karte                                          | Windmühle und Wassertank zur Wasserversorgung von Dampflokomotiven                                               | 1933 (ca.) | 19. April 2012     | 2553                          | 1    |
| BW             | St Alban’s Anglican Church (Former)                              | Centre Bush                              | 24 Beaufort Street Karte                                    | anglikanische Kirche                                                                                             | 1926 (ca.) | 24. November 1983  | 2555                          | 2    |
| BW             | Warwick Downs Homestead                                          | Otapiri                                  | 1130 Otapiri Gorge Road und Otapiri-Mandeville Road Karte   | Wohnhaus einer Farm                                                                                              | 1906 (ca.) | 24. November 1983  | 2558                          | 2    |
| BW             | Warwick Downs Stable                                             | Otapiri                                  | 1130 Otapiri Gorge Road und Otapiri-Mandeville Road Karte   | Stallungen einer Farm                                                                                            | 1906 (ca.) | 24. November 1983  | 2559                          | 2    |
| BW             | Warwick Downs Woolshed                                           | Otapiri                                  | 1130 Otapiri Gorge Road und Otapiri-Mandeville Road Karte   | Wollschuppen | 1906 (ca.) | 24. November 1983  | 2560                          | 2    |
| weitere Bilder | Dog Island Lighthouse Keepers Cottage (Former)                   | Dog Island,                              | Foveaux Strait Karte                                        | Leuchtturmwärterhaus                                                                                             |            | 24. November 1983  | 2562                          | 2    |
| weitere Bilder | Travellers Rest                                                  | Stewart Island                           | 65 Leask Bay Road Karte                                     | Touristenunterkunft                                                                                              | 1870er     | 13. August 2009    | 2563                          | 1    |
| BW             | Waikaia Plains Station Homestead                                 | Ardlussa                                 | 375 Plains Station Road Karte                               | Wohnhaus einer Farm                                                                                              | 1870       | 27. Juni 2013      | 3270                          | 2    |
| weitere Bilder | Otautau Courthouse (Former)                                      | Otautau                                  | 146 Main Street Karte                                       | Gerichtsgebäude, ehemaliges                                                                                      | 1909       | 15. Oktober 2010   | 3822                          | 2    |
| weitere Bilder | Clifden Suspension Bridge                                        | Clifden                                  | 324 State Highway 99, Waiau River Karte                     | Hängebrücke | 1899       | 15. Februar 1990   | 4921                          | 1    |
| BW             | Richard Henry's Bird Pen                                         | Pigeon Island                            | Dusky Sound, Fiordland Karte                                | Vogelgehege als Denkmal der ersten staatlich finanzierten Artenschutzaktivitäten Neuseelands durch Richard Henry | 1898 (ca.) | 21. April 1994     | 7171                          | 1    |
| weitere Bilder | Percy Burn Viaduct                                               | South Coast Track, Percy Burn, Fiordland | Karte                                                       | Straßenbrücke | 1923 (ca.) | 23. Juni 1994      | 7176                          | 1    |
| BW             | Clematis Cottage                                                 | Mataura                                  | 68 Kana Street Karte                                        | kleines hölzernes Wohnhaus                                                                                       | 1882 (ca.) | 14. Dezember 1995  | 7287                          | 2    |
| BW             | Bank of New Zealand (Former)                                     | Mataura                                  | 90-92 Kana Street Karte                                     | ehem. Bankgebäude, heute Wohnhaus                                                                                | 1900 (ca.) | 14. Dezember 1995  | 7300                          | 2    |
| BW             | Mataura Railway Station (Former)                                 | Mataura                                  | Main Street Karte                                           | Bahnhofsgebäude                                                                                                  | 1921 (ca.) | 25. Oktober 1996   | 7345                          | 2    |
|                | Port Craig School                                                |                                          | Waitutu Conservation Area, Southland                        | kleines, hölzernes Schulgebäude, heute Unterkunft des DOC für Wanderer                                           | 1926       | 25. Oktober 1996   | 7346 2014 nicht mehr gelistet | 2    |
| BW             | Castlerock Station Historic Area                                 | Castlerock                               | 72 Castlerock Road Karte                                    | Farm mit mehreren Gebäuden                                                                                       |            | 13. Dezember 1996  | 7366                          | HA   |
| BW             | St Andrew’s Presbyterian Church (Former)                         | Centre Bush                              | 1785 Dipton-Winton Highway (State Highway 6) Karte          | presbyterianische Kirche (ehemalige)                                                                             | 1937       | 30. Juni 1998      | 7427                          | 2    |
| BW             | Awarua Marine Radio Station                                      | Awarua                                   | 1276 Bluff Highway Karte                                    | Seefunkstation                                                                                                   | 1912       | 28. Mai 1999       | 7449                          | HA   |
| weitere Bilder | Fleming's Creamoata Mill complex                                 | Gore                                     | 41-43 Mersey Street Karte                                   | Mühle | 1892       | 15. September 2000 | 7470                          | 1    |
| BW             | Edendale Homestead Complex                                       | Edendale                                 | 1941 Edendale-Woodlands Highway (State Highway 1) Karte     | Wohngebäude einer Farm                                                                                           | 1883 (ca.) | 22. Juni 2007      | 7704                          | 1    |
| BW             | Wantwood                                                         | Mandeville                               | 317 Waimea Valley Road Karte                                | Wohnhaus einer Farm                                                                                              | 1865 (ab)  | 22. Juni 2007      | 7705                          | 1    |
| BW             | Marairua Farm Complex                                            | Tuturau                                  | 70 Marairua Road Karte                                      | Farm | 1866 (ab)  | 23. November 2007  | 7722                          | 1    |
| weitere Bilder | SS Tararua Wreck Site, Tararua Acre, and Waipapa Lighthouse Site | Otara                                    | Waipapa Lighthouse Road Karte                               | Leuchtturm Waipapa Lighthouse, Ort des Schiffbuchs der SS Tararua.                                               | 1881       | 26. Juni 2009      | 7785                          | 1    |
| BW             | Templeton Flax Mill Complex                                      | Otaitai Bush                             | Templeton Road Karte                                        | Flachsmühle | 1911 (ca.) | 25. Juni 2010      | 7806                          | 1    |
| BW             | St Mary’s Anglican Church (Former)                               | Waianiwa                                 | 19 Argyle-Otahuti Road Karte                                | anglikanische Kirche (ehemalige)                                                                                 | 1869 (ca.) | 19. April 1990     | 5200                          | 2    |
| BW             | Gore Presbyterian Church (Former)                                | Gore                                     | 6 Rock Street, East Gore Karte                              | Kirche, ehemalige presbyterianische                                                                              | 1881       | 2. Mai 2013        | 2530                          | 2    |